# ヴィッラ・デル・コンテ
ヴィッラ・デル・コンテ（伊: Villa del Conte）は、イタリア共和国ヴェネト州パドヴァ県にある、人口約5,600人の基礎自治体（コムーネ）。

## 地理

### 位置・広がり

#### 隣接コムーネ
隣接するコムーネは以下の通り。
- カンポ・サン・マルティーノ
- サン・ジョルジョ・イン・ボスコ
- サン・マルティーノ・ディ・ルーパリ
- サンタ・ジュスティーナ・イン・コッレ
- トンボロ

### 気候分類・地震分類
ヴィッラ・デル・コンテにおけるイタリアの気候分類 (it) および度日は、zona E, 2431 GGである。
また、イタリアの地震リスク階級 (it) では、zona 2 (sismicità media) に分類される。